# Дело Ставиского
Де́ло Стави́ского — финансово-политическая афера, обострившая политическую борьбу во Франции и вызвавшая кризисную ситуацию в стране в период с декабря 1933 по февраль 1934 года; дело по обвинению Александра Ставиского (1886—1934), французского предпринимателя еврейского происхождения и родом из Российской империи, в подделке векселей на 200 миллионов франков.

## Подробнее
Во французском городе Байонна 25 декабря 1933 г. был арестован директор местного отделения банка «Муниципальный кредит» («Crédit municipal») Гюстав Тиссье, обвинённый в выпуске в обращение фальшивых чеков на предъявителя на огромную сумму в 25 млн франков. Однако арестованный был лишь исполнителем грандиозной аферы, задуманной одним из учредителей банка Александром Стависким и выполненной под потворствующим надзором Жозефа Гара, байоннского мэра (за что впоследствии мэр-депутат был осуждён на два года).
Неоднократно преследовавшийся в предыдущие годы во Франции за мошенничество, Ставиский имел связи в высших кругах — политических, судебно-административных и журналистских, — что позволяло ему организовывать выпуски фальшивых векселей под различные социальные программы вроде жилого строительства, а высокопоставленные чиновники и деятели помогали ему с распространением ценных бумаг, получая с них определённый процент. Следствие выяснило, что высшие чины и высокие лица всячески препятствовали аресту Ставиского. Первым был снят с поста супрефект Антельм (Antelme), тот самый, который распорядился арестовать директора банка Гюстава Тиссье.
8 января 1934 г. полиция нашла Ставиского в альпийском шале в Шамони умирающим от выстрела, сделанного с трёхметрового расстояния, как писала газета «Канар аншене». 16 января был обнаружен обезглавленный труп Альберта Пранса (Albert Prince), главы финансового отдела парижской прокуратуры, занимавшегося делом Ставиского, что только подлило масла в огонь. Происходящее сравнивали с Панамским делом.
Коррупционный скандал стал причиной политического кризиса в стране, и 27 января 1934 г. правительство Камиля Шотана ушло в отставку, на его смену 30 января пришло правительство Даладье. В Париже происходили стычки между крайне правыми и крайне левыми партиями с применением оружия. Еврейское происхождение Ставиского породило всплеск антисемитизма. 6 февраля правые антиреспубликанские силы устроили на Елисейских полях демонстрацию, вылившуюся в неудачную попытку путча. На следующий день, 7 февраля 1934 г., недавно сформированное правительство социалиста Э. Даладье вышло в отставку.

## В кинематографе
- В антимасонском пропагандистском фильме времён Республики Виши "Тайные силы" (1943 г.) афера Стависки подается как следствие действий масонского ордена.
- Жизнь афериста, чьё разоблачение в 1934 году вызвало попытку государственного переворота во Франции, представлена на киноэкране фильмом «Стависки» (1974 г.), где главную роль сыграл Жан-Поль Бельмондо.
- В 2015 году во Франции вышел телефильм «Ставиский, мошенник века», где главную роль сыграл Томер Сислей.